# Afanasij Toczenow
Afanasij Matwiejewicz Toczenow (ur. 1910 we wsi Biełogorowo w rejonie zubcowskim w obwodzie kalinińskim, zm. ?) – funkcjonariusz radzieckich organów bezpieczeństwa, jeden z wykonawców zbrodni katyńskiej.

## Życiorys
W latach 1932–1934 służył w Armii Czerwonej, od 1935 w NKWD, od 1943 w WKP(b). Szef magazynu dowodów rzeczowych Zarządu NKGB obwodu zachodniego (późniejszy obwód smoleński), od 1 kwietnia 1936 nadzorca-wyprowadzający aresztu śledczego Zarządu NKWD obwodu zachodniego/smoleńskiego. Wiosną 1940 uczestniczył w masowym mordzie na polskich jeńcach obozu w Kozielsku, za co 26 października 1940 ludowy komisarz spraw wewnętrznych ZSRR Ławrientij Beria przyznał mu nagrodę pieniężną. Od 31 lipca 1940 strażnik Oddziału Transportowo-Drogowego NKWD Kolei Zachodniej, w 1949 pracownik MGB ZSRR, starszy sierżant. 
Odznaczony Orderem Czerwonej Gwiazdy (25 lipca 1949) i Medalem „Za zasługi bojowe” (19 stycznia 1945).